# Мережинский, Михаил Фёдорович
Михаил Фёдорович Мережинский (27 июня [10 июля] 1906 или 1904, Бахчисарай, Таврическая губерния — 1 августа 1970 или 1985) — советский учёный в области биохимии. Доктор биологических наук (1942), профессор (1942).

## Биография
Родился в Бахчисарае. Работал на станции Слободка Юго-Западной железной дороги, в 1923—1925 годах учился на рабфаке Одесского медицинского института. Окончил Одесский медицинский институт в 1930 году, в 1930—1933 годах в аспирантуре при кафедре биохимии в нём — в 1933—1934 годах — ассистент. В 1934—1937 годах аспирант Института биологической химии Академии наук Украинской ССР, в 1937—1938 годах — старший научный сотрудник. В 1938—1944 годах занимал должность заведующего кафедрой биохимии Пермского медицинского института, в 1944—1945 годах — директора Института питания Академии медицинских наук СССР, в 1945—1950 годах — заведующего кафедрой биохимии Казанского медицинского института.
С 1950 года М. Ф. Мережинский в Минском медицинском институте — заведующий кафедрой биохимии и одновременно (в 1963—1966 годах) проректор по научной работе.

## Научная деятельность
Автор примерно 230 научных работ, в том числе 6 монографий. Руководил выполнением 16 кандидатских диссертаций. Участник V—VIII Всесоюзных съездов физиологов, всесоюзных конференций и совещаний по проблемам биологической химии. С программным докладом выступил на V Международном биохимическом конгрессе. Член президиума Украинского общества физиологов, биохимиков, фармакологов, 1937—1941, правления и центральной ревизионной комиссии Всесоюзного общества физиологов, биохимиков, фармакологов. Заместитель председателя Белорусского научного общества биохимиков, 1963—1967; член проблемной комиссии «Научные основы применения витаминов в лечебных и профилактических целях».
Автор научных работ по окислительно-восстановительным процессам при авитаминозах, обмене веществ при инсулинотерапии, метаболических нарушениях при травмах, нарушениях обмена веществ при ненормальном питании, роли гормонов и витаминов в обеспечении биологической охраны организма, биохимическом состоянии клеточных и субклеточных мембран при заболеваниях.
Некоторые работы:
- Механизм действия и биологическая роль витаминов. — Соч., 1959. (вместе с Л. С. Черкасовой)
- Обмен жиров и липидов. — М., 1961. (вместе с Л. С. Черкасовой)
- Основы клинической биохимии. — М., 1965. (вместе с Л. С. Черкасовой)
- Нарушения углеводного обмена при заболеваниях человека. — Соч., 1967